# Emanuel Bilbao
Emanuel Bilbao (Coronel Pringles, Buenos Aires; 3 de noviembre de 1989) es un futbolista argentino. Juega como arquero y su equipo actual es el Atlético de Rafaela de la Primera Nacional.

## Carrera

### Inicios
Bilbao comenzó jugando en dos equipos de su ciudad, Coronel Pringles: Almaceneros y Club de Pelota. Tras jugar en las infantiles de ambos clubes, se convirtió en jugador de las inferiores de Olimpo.

### Olimpo
Llegó en 2003 al Aurinegro y ya en 2007 debutaría con el plantel de la Liga del Sur. El partido, jugado el 8 de julio, sería empate a 1 frente a Sansinena. A pesar de las oportunidades en la liga regional, no tuvo la misma suerte en el plantel de Primera.
Aun así, tuvo la posibilidad de integrar la preselección sub-20 en 2008, donde además jugó varios minutos en un amistoso frente a El Porvenir, que terminó 0-0.
En el mismo año de la convocatoria de la selección también fue convocado para hacer la pretemporada con el plantel bahiense.

### Independiente de Río Colorado
Al no tener participación en la Primera de Olimpo, Bilbao fue prestado a Independiente de Río Colorado, equipo que disputó el Torneo del Interior 2010. Allí, disputó todos los partidos que jugó el Rojo, siendo pilar importante para que el club de Río Negro llegue hasta la tercera eliminatoria contra Ferro Carril Oeste de General Pico.

### Vuelta a Olimpo y segundo préstamo en Independiente
El arquero siguió sin tener chances en Olimpo y en 2012 volvió a ser prestado a Independiente de Río Colorado. Si bien no tuvo la misma suerte como en su primer cesión, fue importante para que el club llegue a instancias importantes.

### Segunda vuelta a Olimpo y Guillermo Brown
Al regresar del préstamo, Bilbao no pudo conseguir disputar minutos con la camiseta del Aurinegro, y solo pudo ser parte del banco de suplentes en dos ocasiones.
Ante esta poca participación en Primera, Emanuel Bilbao se convirtió en refuerzo de Guillermo Brown, equipo de la Primera B Nacional, en 2015. Su debut llegó un año después, el 10 de abril, en la victoria por 1-0 sobre Instituto.
En La Banda tuvo un rol de arquero suplente, ya que fue más veces al banco de suplentes (55 partidos) que titular (27 encuentros).

### Quilmes
En 2018, Bilbao llegó a Quilmes, competidor de Guillermo Brown en la Primera B Nacional. A pesar de comenzar siendo titular en el inicio del torneo, algunos errores cometidos hicieron que tome su lugar el juvenil Marcos Ledesma.

### Alvarado
Bilbao no fue tenido en cuenta por Leonardo Lemos para integrar el plantel de Quilmes, por lo que en julio de 2019 se convirtió en refuerzo de Alvarado, recién ascendido a la Primera Nacional. Al contrario de su situación en el Cervecero, Emanuel comenzó siendo suplente y luego pudo ganarse la titularidad.

## Estadísticas

### Clubes
- Actualizado hasta el 17 de agosto de 2025.

| Olimpo Argentina | 2.ª                 | 2008-09             | 0   | 0   | - | - | - | - | 0   | 0   | 0    |
| Olimpo Argentina | 2.ª                 | 2009-10             | 0   | 0   | - | - | - | - | 0   | 0   | 0    |
| Olimpo Argentina | 1.ª                 | 2010-11             | 0   | 0   | - | - | - | - | 0   | 0   | 0    |
| Olimpo Argentina | 1.ª                 | 2011-12             | 0   | 0   | 0 | 0 | - | - | 0   | 0   | 0    |
| Olimpo Argentina | 1.ª                 | 2012-13             | 0   | 0   | 0 | 0 | - | - | 0   | 0   | 0    |
| Olimpo Argentina | 1.ª                 | 2013-14             | 0   | 0   | 0 | 0 | - | - | 0   | 0   | 0    |
| Olimpo Argentina | 1.ª                 | 2014                | 0   | 0   | 0 | 0 | - | - | 0   | 0   | 0    |
| Olimpo Argentina | Total club          | Total club          | 0   | 0   | 0 | 0 | - | - | 0   | 0   | 0    |
| Independiente (RC) Argentina | 5.ª                 | 2010                | 12  | 13  | - | - | - | - | 12  | 13  | 1.08 |
| Independiente (RC) Argentina | 5.ª                 | 2012                | 6   | 12  | 0 | 0 | - | - | 6   | 12  | 2    |
| Independiente (RC) Argentina | Total club          | Total club          | 18  | 25  | 0 | 0 | - | - | 18  | 25  | 1.39 |
| Guillermo Brown Argentina | 2.ª                 | 2015                | 0   | 0   | 0 | 0 | - | - | 0   | 0   | 0    |
| Guillermo Brown Argentina | 2.ª                 | 2016                | 11  | 14  | 0 | 0 | - | - | 11  | 14  | 1.27 |
| Guillermo Brown Argentina | 2.ª                 | 2016-17             | 4   | 3   | 0 | 0 | - | - | 4   | 3   | 0.75 |
| Guillermo Brown Argentina | 2.ª                 | 2017-18             | 12  | 12  | 2 | 1 | - | - | 14  | 13  | 0.93 |
| Guillermo Brown Argentina | Total club          | Total club          | 27  | 29  | 2 | 1 | - | - | 29  | 30  | 1.03 |
| Quilmes Argentina | 2.ª                 | 2018-19             | 9   | 12  | - | - | - | - | 9   | 12  | 1.33 |
| Quilmes Argentina | Total club          | Total club          | 9   | 12  | - | - | - | - | 9   | 12  | 1.33 |
| Alvarado Argentina | 2.ª                 | 2019-20             | 12  | 11  | 0 | 0 | - | - | 12  | 11  | 0.92 |
| Alvarado Argentina | Total club          | Total club          | 12  | 11  | 0 | 0 | - | - | 12  | 11  | 0.92 |
| Huracán Las Heras Argentina | 3.ª                 | 2020                | 7   | 8   | 1 | 0 | - | - | 8   | 8   | 1    |
| Huracán Las Heras Argentina | Total club          | Total club          | 7   | 8   | 1 | 0 | - | - | 8   | 8   | 1    |
| Villa Dálmine Argentina | 2.ª                 | 2021                | 34  | 30  | - | - | - | - | 34  | 30  | 0.88 |
| Villa Dálmine Argentina | Total club          | Total club          | 34  | 30  | - | - | - | - | 34  | 30  | 0.88 |
| Instituto Argentina | 2.ª                 | 2022                | 0   | 0   | - | - | - | - | 0   | 0   | 0    |
| Instituto Argentina | 1.ª                 | 2023                | 0   | 0   | 0 | 0 | - | - | 0   | 0   | 0    |
| Instituto Argentina | 1.ª                 | 2024                | 0   | 0   | 0 | 0 | - | - | 0   | 0   | 0    |
| Instituto Argentina | Total club          | Total club          | 0   | 0   | 0 | 0 | - | - | 0   | 0   | 0    |
| Atlético de Rafaela Argentina | 2.ª                 | 2024                | 16  | 15  | - | - | - | - | 16  | 15  | 0.94 |
| Atlético de Rafaela Argentina | 3.ª                 | 2025                | 18  | 15  | - | - | - | - | 18  | 15  | 0.83 |
| Atlético de Rafaela Argentina | Total club          | Total club          | 34  | 30  | - | - | - | - | 34  | 30  | 0.88 |
| Total en su carrera | Total en su carrera | Total en su carrera | 141 | 145 | 3 | 1 | - | - | 144 | 146 | 1.01 |
| (1) Las copas nacionales se refiere a la Copa Argentina. (2) Las copas internacionales se refiere a la Copa Libertadores y a la Copa Sudamericana. (3) Media de goles recibidos por encuentro. No incluye goles en partidos amistosos. |                     |                     |     |     |   |   |   |   |     |     |      |

### Selección
| Selección | Año   | Amistosos | Amistosos | Eliminatorias | Eliminatorias | Mundial | Mundial | Copa América | Copa América | Sudamericano Sub-20 | Sudamericano Sub-20 | Mundial Sub-20 | Mundial Sub-20 | Juegos Olímpicos | Juegos Olímpicos | Total | Total | Media recibida |
| Selección | Año   | PJ        | G         | PJ            | G             | PJ      | G       | PJ           | G            | PJ                  | G                   | PJ             | G              | PJ               | G                | PJ    | G     | Media recibida |
| --------- | ----- | --------- | --------- | ------------- | ------------- | ------- | ------- | ------------ | ------------ | ------------------- | ------------------- | -------------- | -------------- | ---------------- | ---------------- | ----- | ----- | -------------- |
| Sub-20    | 2008  | 1         | 0         | -             | -             | -       | -       | -            | -            | -                   | -                   | -              | -              | -                | -                | 1     | 0     | 0              |
| Sub-20    | Total | 1         | 0         | -             | -             | -       | -       | -            | -            | -                   | -                   | -              | -              | -                | -                | 1     | 0     | 0              |